# کلینتون (آلاباما)
کلینتون (به انگلیسی: Clinton) یک منطقهٔ مسکونی در ایالات متحده آمریکا است که در شهرستان گرین، آلاباما واقع شده‌است. کلینتون ۴۹٫۰۷ متر بالاتر از سطح دریا واقع شده‌است.